# Johnny Oduya
Johnny Oduya (ur. 1 października 1981 w Sztokholmie) – szwedzki hokeista, reprezentant Szwecji, dwukrotny olimpijczyk.

## Rodzina
Jego ojciec był Kenijczykiem z plemienia Luo, a matka Szwedką. Jego brat Henrik (1975-2011) także był hokeistą (również występował w ligach północnoamerykańskich, jednak nie w NHL; zyskał przydomek Szwedzki Koszmar z uwagi na skłonność do bójek podczas meczów). Zginął w wypadku motocyklowym w Austrii.

## Kariera
- Hammarby J20 (1996–2000)
- Hammarby IF (2000)
- Moncton Wildcats (2000–2001)
- Victoriaville Tigres (2001)
- Hammarby IF (2001–2003)
- Djurgården (2003–2005)
- Frölunda (2005–2006)
- New Jersey Devils (2006–2010)
- Atlanta Thrashers (2010–2011)
- Winnipeg Jets (2011–2012)
- Chicago Blackhawks (2012-2015)
- Dallas Stars (2015-2017)
- Chicago Blackhawks (2017)
- Ottawa Senators (2017-2018)
- Philadelphia Flyers (2018)

Wychowanek klubu Hammarby IF. Od lutego 2012 roku zawodnik Chicago Blackhawks. W maju 2012 roku przedłużył kontrakt z klubem o trzy lata. Od lipca 2015 zawodnik Dallas Stars. Od marca 2017 ponownie w Chicago Blackhawks. W lipcu 2017 podpisał roczny kontrakt z Ottawa Senators. Pod koniec lutego 2018 został zawodnikiem Philadelphia Flyers.
Uczestniczył w turniejach mistrzostw świata w 2009 oraz zimowych igrzysk olimpijskich 2010, 2014.

## Sukcesy
- Brązowy medal mistrzostw świata: 2009
- Srebrny medal zimowych igrzysk olimpijskich: 2014

Klubowe
- Srebrny medal mistrzostw Szwecji: 2006 z Frölunda
- Mistrzostwo dywizji NHL: 2007, 2009, 2010 z New Jersey Devils, 2013 z Chicago Blackhawks
- Mistrzostwo konferencji NHL: 2013 z Chicago Blackhawks
- Presidents’ Trophy: 2013 z Chicago Blackhawks
- Clarence S. Campbell Bowl: 2013, 2015 z Chicago Blackhawks
- Puchar Stanleya: 2013, 2015 z Chicago Blackhawks